# Чёрная книга (киносериал)
«Чёрная книга» (англ. The Black Book) — драматический киносериал, поставленный в 1929 году Спенсером Гордоном Беннетом и Томасом Стори.

## В ролях
Эллен Рэй, Уолтер Миллер, Фрэнк Лэетин, Пол Панцер, Мария Москвини, Эдит Лондон, Уилли Фанг, Эдвард Сесиль, Джон Вебб Дилтон, Фрэд Малатеста, Флойд Адамс, Ольга Ванна, Джон Фрайзер, Эван Пирсон, Клэй Де Рой.

## Сюжет
Сериал о Доре Дрейк, детективе, и её верном помощнике — Теде Бредли, бывшем мошеннике. Они заняты поисками "чёрных" книг, содержащих секретную информацию. Благодаря ей они надеются отыскать и добраться до секретного уранового рудника.